# يو إس إس لونغا بوينت
يو إس إس لونغا بوينت (سي في إي-94)، اسمها الأصلي ألازون باي، كانت حاملة مرافقة من فئة كازابلانكا بُنيّت لخدمة البحرية الأمريكية. سُميت نسبة لموقع لونغا بوينت على الساحل الشمالي لجزيرة غوادالكانال، حيث دارت معركة بحرية هناك خلال الحرب العالمية الثانية.